# Karel Šilhavý
Karel Šilhavý (* 18. března 1956 Plzeň) je bývalý český fotbalista. Po skončení aktivní kariéry působí jako trenér na regionální úrovni. Jeho mladším bratrem je bývalý fotbalista a trenér Jaroslav Šilhavý.

## Fotbalová kariéra
V československé lize hrál za Škodu Plzeň. Nastoupil v 62 ligových utkáních a dal 4 ligové góly.
Působil také v TJ Přeštice.

## Ligová bilance
| Ročník                                   | Zápasy | Góly | Minuty | Klub        |
| ---------------------------------------- | ------ | ---- | ------ | ----------- |
| 1. československá fotbalová liga 1977/78 | 15     | 0    | 937    | Škoda Plzeň |
| 1. československá fotbalová liga 1978/79 | 25     | 4    | 2209   | Škoda Plzeň |
| 1. československá fotbalová liga 1979/80 | 22     | 0    | 1670   | Škoda Plzeň |
| Česká národní fotbalová liga 1981/82     | 1      | 1    | -      | Škoda Plzeň |
| Česká národní fotbalová liga 1985/86     | 4      | 0    | -      | Škoda Plzeň |
| 1. LIGA CELKEM                           | 62     | 4    | 4816   |             |